# Capitão América: Morre uma Lenda
Capitão América: Morre Uma Lenda (no original: Fallen Son: The Death of Captain America) é uma minissérie em quadrinhos publicada pela Marvel Comics em 2007, focada no luto pós-assassinato do Capitão, consequência dos eventos decorridos na saga Guerra Civil. É composta por cinco capítulos, cada um deles representando um dos estágios do luto e protagonizado por um herói diferente, além de ser desenhado por artistas distintos.
Em 2014, a minissérie foi republicada no Brasil compilada em um encadernado de capa dura da "Coleção Oficial de Graphic Novels da Marvel", do Editorial Salvat.